# Frit mallorquí
El frit o frit mallorquí és un plat tradicional de Mallorca elaborat tradicionalment a partir de la carn, la freixura, el fetge i la sang cuita de porc, be, cabrit o fins i tot indiot.
El plat és un fregit amb oli d'oliva de la carn amb patates, ceba, tomàtiga i pebres vermells. Com a condiments, s'hi sol posar sal, canyella, clau, pebre de cirereta, pebre bo, all, fonoll i llorer.
La freixura és un plat que se sol confondre sovint amb el frit, però és més aviat un aguiat d'entranyes, semblant a la sanganhèta.
Sembla que el frit té origen semita, ja que presenta semblances a la cuina juevo-sefardita i àrab. És ja citat en diversos receptaris antics com el Libre de Sent Soví (segle xiv).
Se'n coneixen diverses varietats:
- Frit de matances, que es fa l'època de matances.
- Frit de rates, variant de Sa Pobla relacionada amb la caça.
- Frit de sang, de la comarca de la Serra de Tramuntana.
- Frit variat, versió amb ingredients variats.